# شاني وايت
شاني وايت (بالإنجليزية: Chaney White)‏ هو لاعب كرة قاعدة أمريكي، ولد في 14 أبريل 1894 في لونغفيو في الولايات المتحدة، وتوفي في 1 فبراير 1967 في فيلادلفيا في الولايات المتحدة.